# Гафел
Гафел (на нидерландски: gaffel букв. – вила) е наклонено рангоутно дърво, издигано мачтата и опиращо се в нея с пета. Гафела служи за разгръщане по него на горния край (шкаторината) на косите четириъгълни ветрила – триселите, а също и за закрепване на шкотовите ъгли – топселите. При малките съдове и лодките с коси ветрила гафела служи за закрепване на фока и грота. На гафела също се издигат сигналите и понякога флага.
Гафела получава допълнително наименование в зависимост от названието на ветрилата, например, фок-гафел, бизан-гафел. Петата на гафела е снабдена с мустачки, обхващащи мачтата, краищата на които се стягат с бейфута. Петата на гафела се вдига до мястото ѝ чрез гафел-гардела (№ 7 на схемата), а необходимият ъгъл на наклона се придава с помощта на дирик-фала (№ 6 на схемата). Дългите и тежки гафели са снабдени с еринс-бакщагове – въжета, закрепяни за нока и проведени към фалшбордовете, които удържат гафела в необходимото положение при свалени ветрила.
Ветрилата, издигани на гафела се наричат гафелни ветрила.